# Goudbrasem
De goudbrasem (Sparus aurata) is een straalvinnige vis uit de familie van de zeebrasems (Sparidae), die voorkomt in het noordoosten en het oosten van de Atlantische Oceaan en in de Middellandse Zee.

## Beschrijving
De goudbrasem kan een lengte bereiken van 70 centimeter en kan maximaal 11 jaar oud worden. De vis heeft één rugvin met 11 stekels en 13-14 vinstralen en één aarsvin met drie stekels en 11-12 vinstralen.

## Leefwijze
De goudbrasem komt zowel in zoet, zout als brak water voor in gematigde wateren. De soort is voornamelijk te vinden in kustwateren en komt ook voor in de Nederlandse Waddenzee. De diepte waarop de soort voorkomt is 1 tot 150 meter.
Het dieet van de vis bestaat hoofdzakelijk uit schaal- en schelpdieren. Verder is de vis bijkomend herbivoor.

## Relatie tot de mens
De goudbrasem is voor de visserij van aanzienlijk commercieel belang. Bovendien wordt er op de vis gejaagd in de hengelsport.
In Mediterrane landen als Griekenland, Turkije en Spanje wordt de vis gekweekt. In Frankrijk wordt de goudbrasem "daurade (of dorade) royale" genoemd.
De soort staat niet op de Rode Lijst van de IUCN.

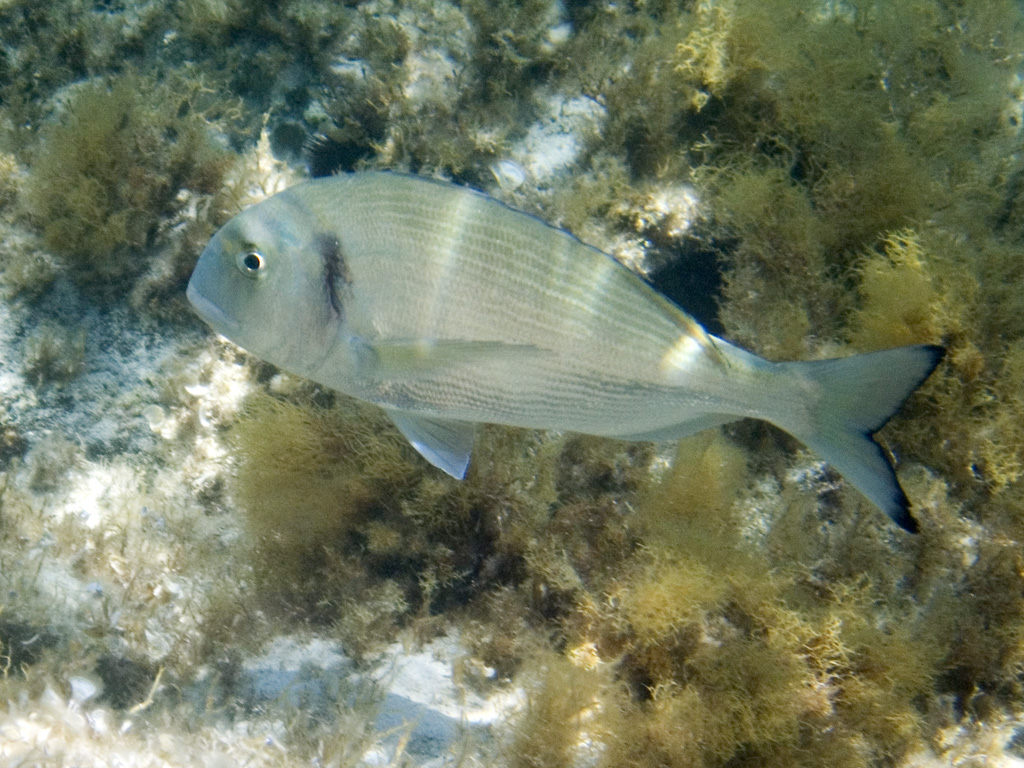
Goudbrasem bij de noordwestkust van Sardinië (Italië)